# 流动人口
术语流动人口用于描述因各种原因在特定人口中居住一定时间的群体，通常不被视为官方人口普查的一部分。
人口通常分为两类——居民和流动人口，居民在某一地区长期居住，是官方人口统计的一部分，流动人口在该地区但不长期居住，不被视为官方人口统计的一部分  。